# Rue Mandelot
La rue Mandelot est une rue du 5e arrondissement de Lyon.

## Situation et accès
La rue Mandelot a pour orientation nord-sud et relie la rue saint-Étienne à la rue de la Bombarde. Sur sa partie Ouest, elle accueille la rue Sainte-Croix et son côté Est longe sur toute sa longueur le jardin archéologique Girard Desargues. Une traboule mène au 39 de la rue Saint-Jean.

## Origine du nom

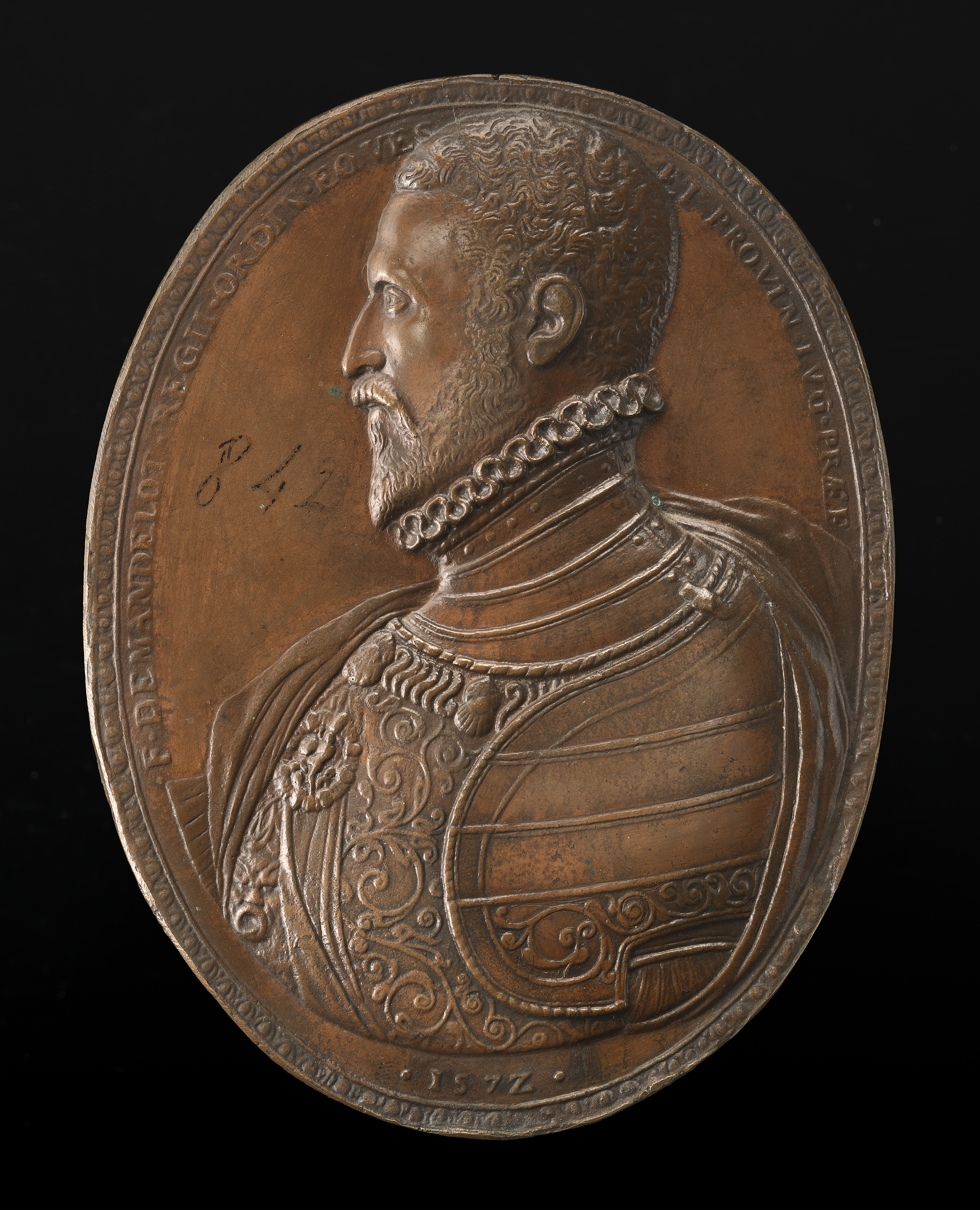
Médaille représentant François de Mandelot. National Gallery of Art

La rue porte le nom du gouverneur du Lyonnais pendant les Guerres de religion François de Mandelot.

## Historique

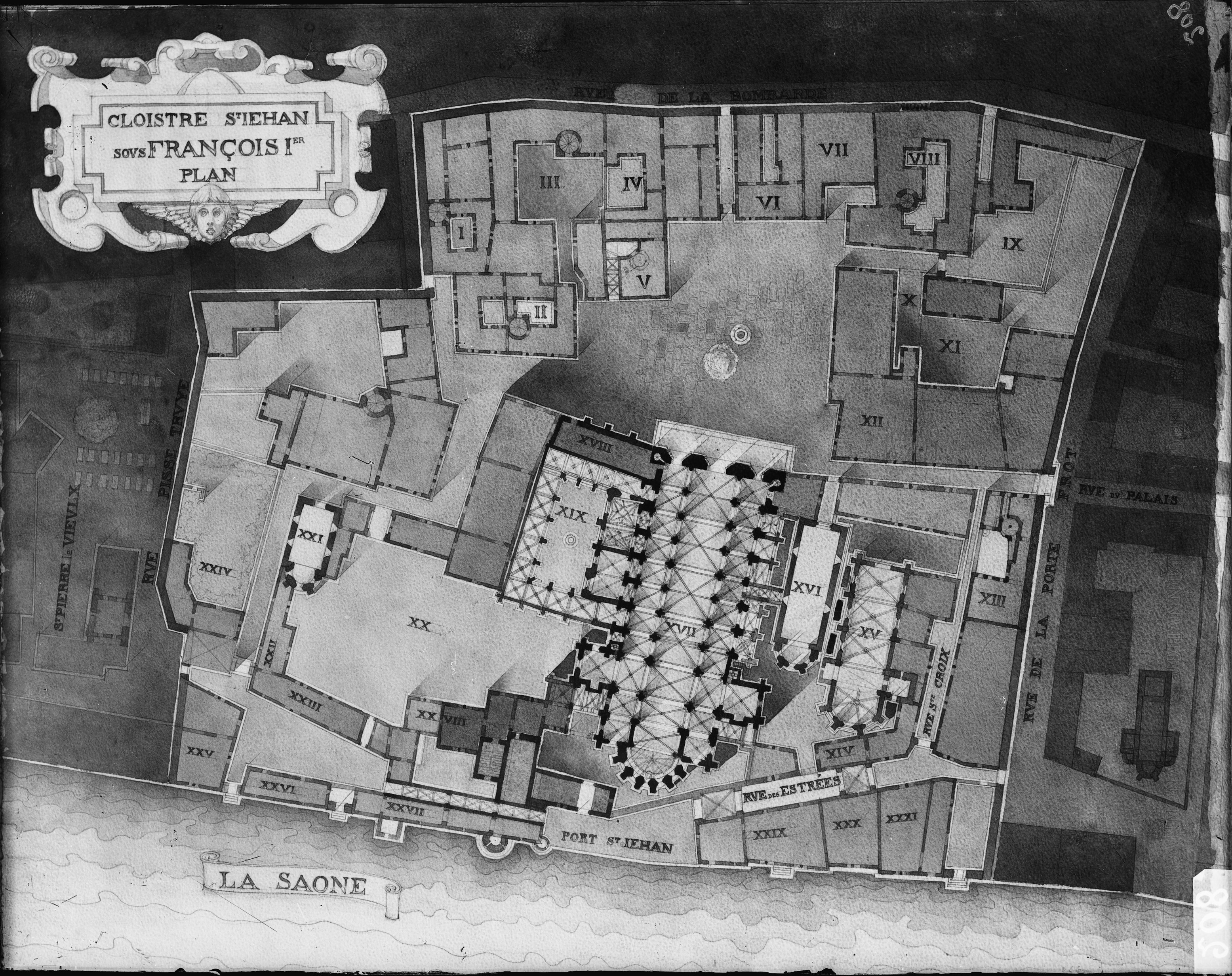
Plan du groupe épiscopal présentant l'église Sainte-Croix, au XVIe siècle.

La rue est attestée en 1821. La rue a été percée au travers de l'ancien emplacement de l'ancienne église Saint-Croix, détruite durant la Révolution française.

## Bâtiments remarquables et lieux de mémoire
Les immeubles des n°2 et 6 sont inscrits aux monuments historiques en 1937.

Au n°4, une plaque émaillée indique Sainte-Croix / porte du soleil : 35m / porte de la lune 25m. Une autre plaque porte en latin le texte se traduisant ainsi : 

« A Marguerite fille illustre de Jean Baraillon, conseiller du roi dans la province de Lyon, et de madame Baronat, éduquée dès son plus jeune âge dans la foi et la piété, à qui surtout la nature avait refusé la volupté souhaitée de l'enfantement et de l'éducation des enfants, à elle qui a suivi les lois de la nature par une mort prématurée. Le huitième jour après la pleine lune de décembre 1600, Pierre Allard, conseiller du roi Henri IV a fait poser cette plaque à sa très chère femme »

.

## Galerie

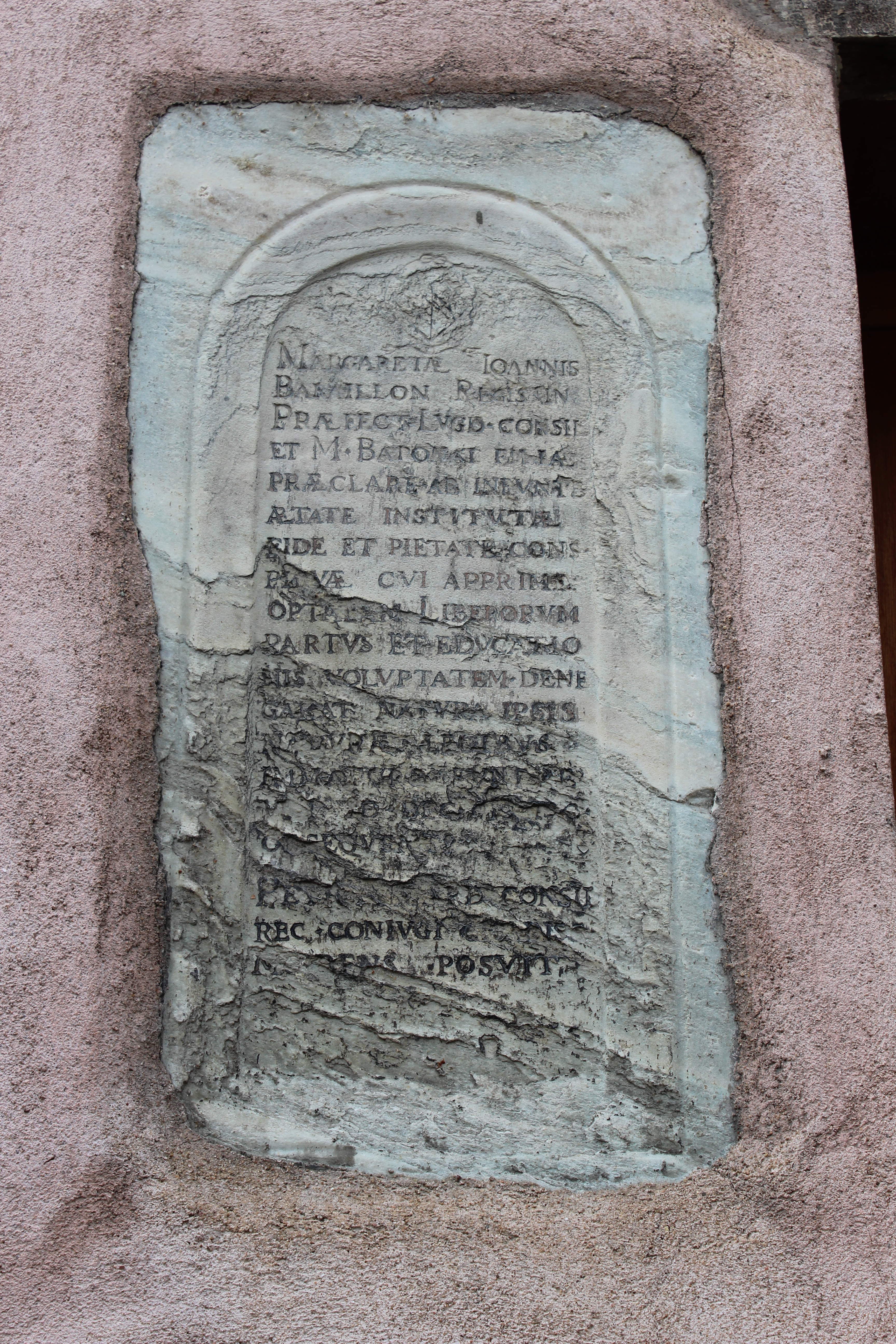
Épitaphe de Pierre Allard à sa femme Marguerite, posée en 1600.
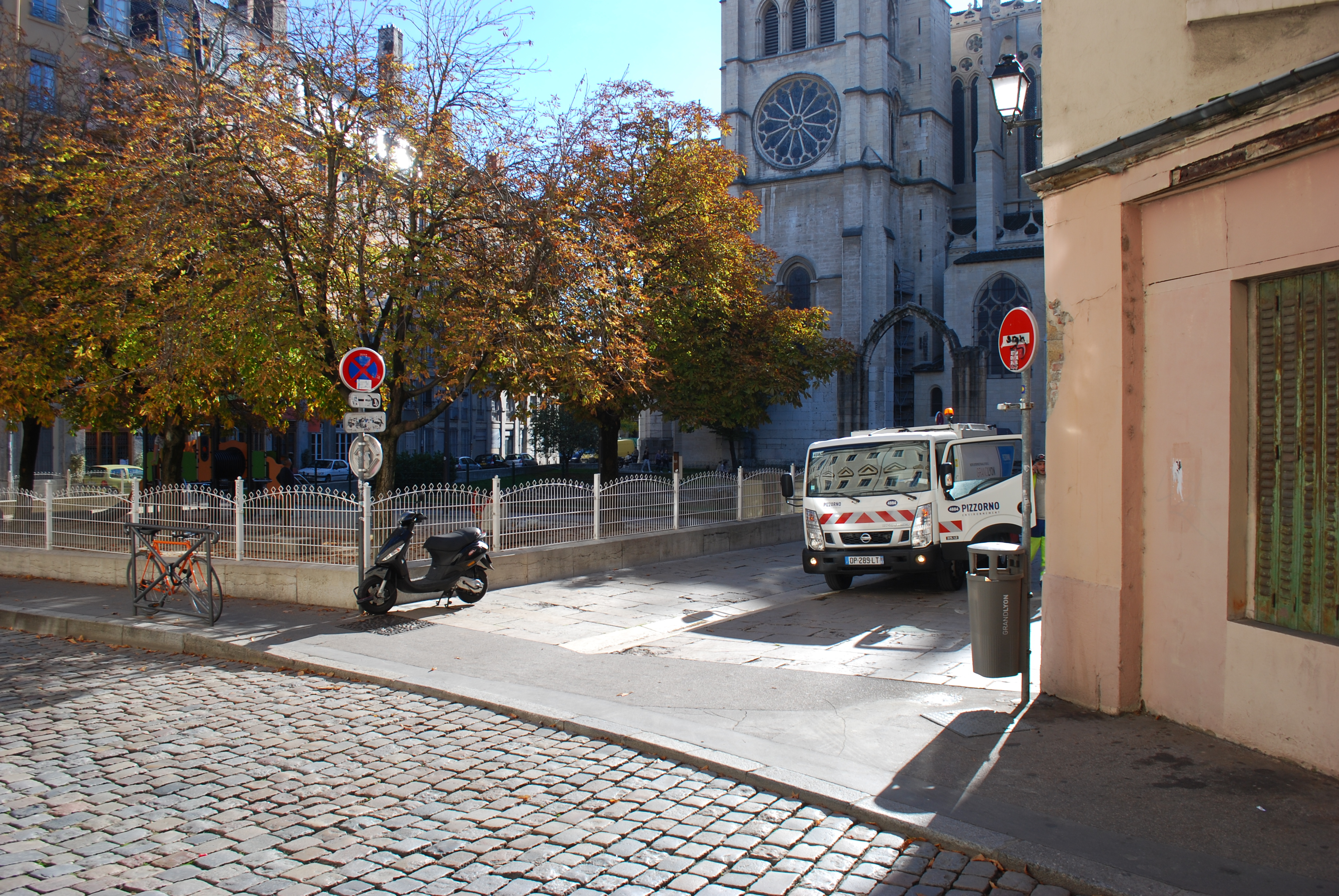
Entrée depuis la rue de la Bombarde.
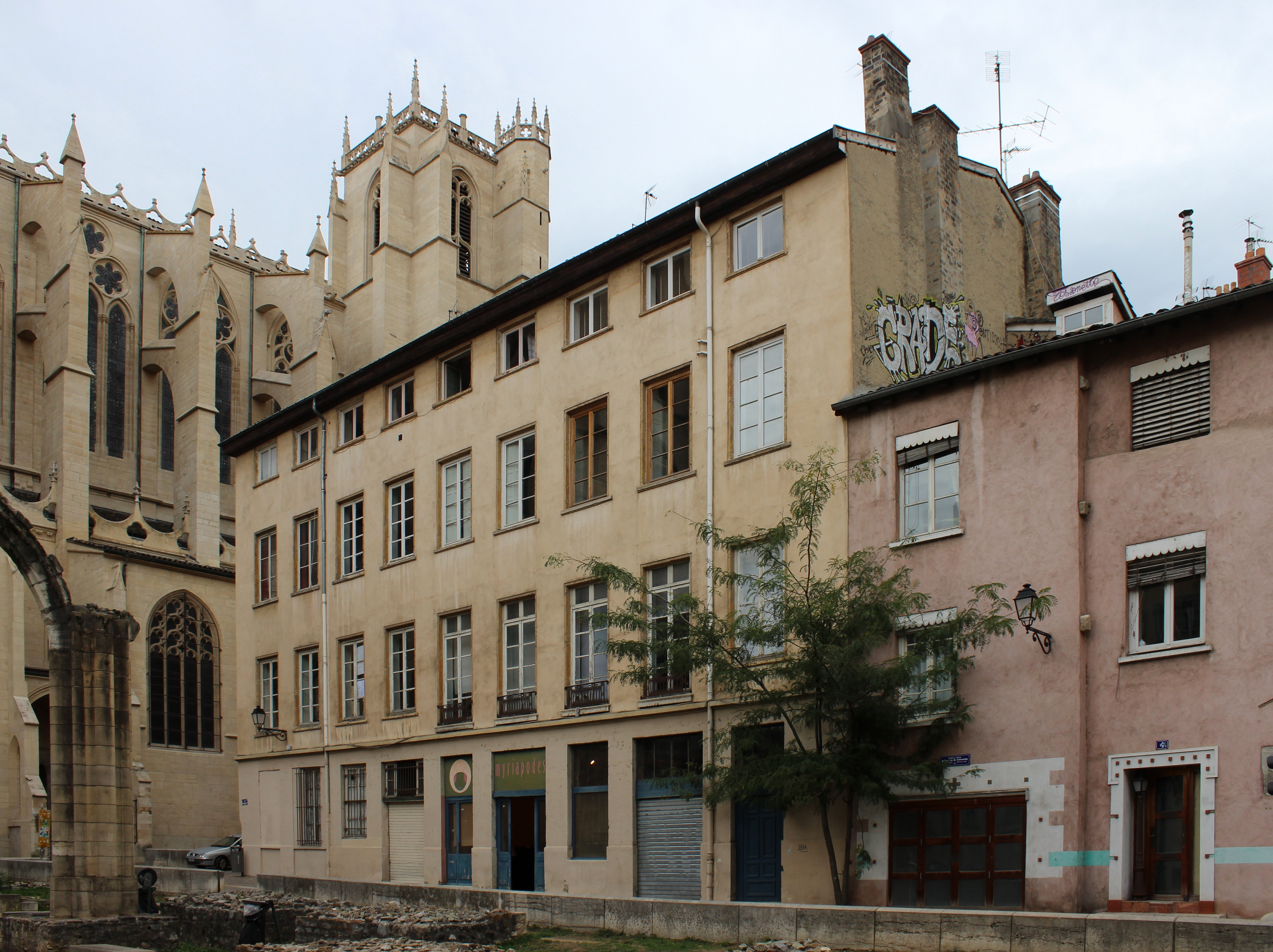
Vue large des façades ouest de la rue.

### Articles associés
- Lyon à la Renaissance
- Lyon sous la Révolution